# Sommarnattens leende (musikal)
Sommarnattens leende (engelska: A Little Night Music) är en amerikansk musikal från 1973 av Stephen Sondheim (musik och sångtexter) samt Hugh Wheeler (manus) baserad på Ingmar Bergmans film med samma namn från 1955.
Musikalen följer filmens handling nära och utspelar sig alltså i Skåne, Sverige. Den svenska miljön speglas bland annat i en sång som beklagar den ljusa sommarnatten, The Sun Won't Set. Från Bergmans manus, där sommarnatten ler tre gånger för älskande par, varav en gång för dårarna, hämtade Sondheim ett uppslag till musikalens mest kända sång, Send in the Clowns. Musikalen sattes upp av Harold Prince i New York 1973, med Glynis Johns som Desirée Armfeldt, och i London 1974, med Jean Simmons. Den filmatiserades 1977 med Elizabeth Taylor i huvudrollen, men handlingen hade då av någon anledning förflyttats till Wien.
I Beppe Wolgers översättning har den spelats i Sverige 1974 på Stora Teatern i Göteborg, på Folkan i Stockholm 1978 samt 1997-98 av Riksteatern. Inför Folkan-uppsättningen bearbetade regissören Stig Olin manuset och försökte då återinföra delar av Bergmans originaldialog . Våren 2010 sattes musikalen upp igen, den här gången på Stadsteatern i Stockholm och våren 2013 sattes den upp på Malmö Opera.